# Allianz Stadion

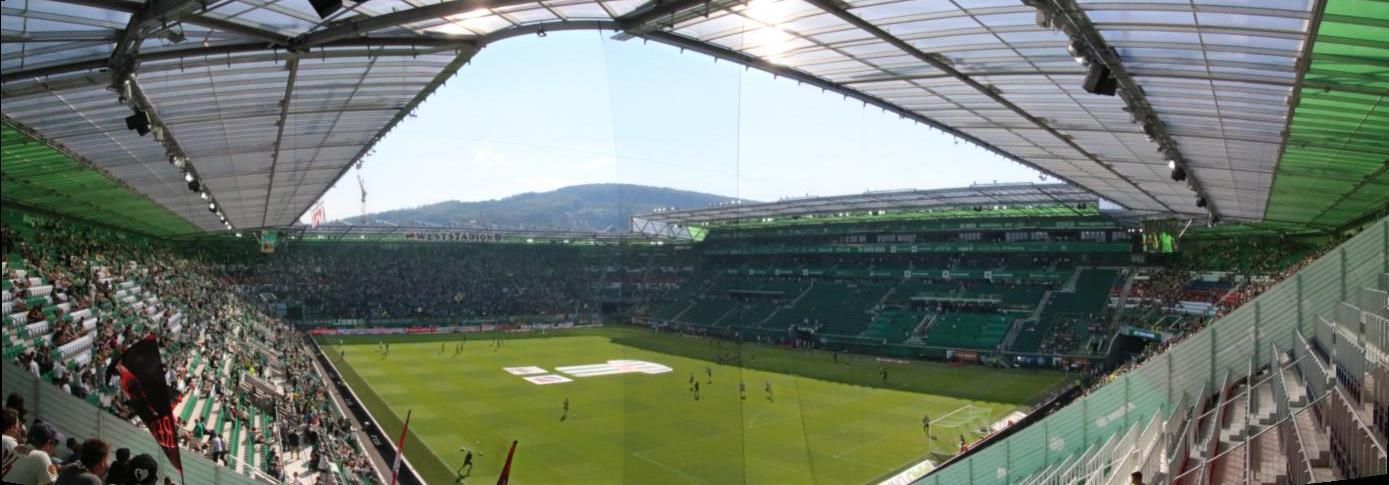
Imagen panorámica.

El Allianz Stadion es un estadio de fútbol propiedad del Rapid Viena situado en la ciudad de Viena, Austria. El estadio cuenta con una capacidad total de 28 345 espectadores sentados. Las obras de construcción del nuevo estadio, que se emplaza en el lugar del antiguo Gerhard Hanappi Stadion, comenzaron en 2014 y se inauguró el 16 de julio de 2016 con la celebración de un partido amistoso contra el Chelsea. El estadio es de categoría 4 nombrado por la UEFA, la mayor distinción que da el organismo europeo sobre estadios de fútbol.